# Beija-flor-de-dorso-verde
Beija-flor-de-dorso-verde ou nectarínia-de-dorso-oliváceo (Cinnyris jugularis) é uma espécie de sunbird encontrada do sul da Ásia à Austrália.

## Taxonomia
Em 1760, o zoólogo francês Mathurin Jacques Brisson incluiu uma descrição do pássaro-sol de dorso-oliva em sua Ornithologie com base em um espécime coletado nas Filipinas. Ele usou o nome francês Le petit grampereau des Philippines e o latino Certhia Philippensis Minor. Embora Brisson tenha cunhado nomes latinos, estes não estão de acordo com o sistema binomial e não são reconhecidos pela Comissão Internacional de Nomenclatura Zoológica. Quando em 1766 o naturalista sueco Carl Linnaeus atualizou seu Systema Naturae para a décima segunda edição, ele adicionou 240 espécies que haviam sido descritas anteriormente por Brisson. Um deles era o pássaro-sol de dorso verde-oliva. Linnaeus incluiu uma breve descrição, cunhou o nome binomial Certhia jugularis e citou o trabalho de Brisson. O nome específico jugularis é latim medieval para 'da garganta'. Esta espécie é agora colocada no gênero Cinnyris que foi introduzido pelo naturalista francês Georges Cuvier em 1816. Atualmente, existem 21 subespécies descritas, mas há um crescente corpo de evidências para sugerir que essas subespécies podem representar várias espécies crípticas.

## Descrição
São pequenos pássaros canoros, no máximo 12 centímetros (4,7 pol) longo. Na maioria das subespécies, as partes inferiores do macho e da fêmea são amarelas brilhantes, as costas são de uma cor marrom opaca. A testa, a garganta e a parte superior do peito do macho adulto são de um preto-azulado metálico escuro. Nas Filipinas, os machos de algumas subespécies têm uma faixa laranja no peito, em Wallacea e norte da Nova Guiné algumas subespécies têm a maioria das partes inferiores enegrecidas, e no sul da China e partes adjacentes do Vietnã a maioria das partes inferiores do macho são branco-acinzentados.

## Distribuição e habitat
O sunbird de dorso verde-oliva é comum no sul da China e no sudeste da Ásia até Queensland e Ilhas Salomão. Originário do habitat dos manguezais, o pássaro-sol de dorso-oliva se adaptou bem aos seres humanos e agora é comum mesmo em áreas bastante densamente povoadas, até mesmo formando seus ninhos em habitações humanas.

## Comportamento

### Reprodução
As aves acasalam entre os meses de abril e agosto no Hemisfério Norte e entre agosto e janeiro no Hemisfério Sul. Tanto o macho quanto a fêmea auxiliam na construção do ninho, que é em forma de frasco, com um alpendre na entrada e um rastro de material pendurado na extremidade inferior.
Depois de construir o ninho, as aves abandonam o ninho por cerca de uma semana antes que a fêmea retorne para colocar um ou dois ovos azul-esverdeados. Os ovos levam 2 semanas para eclodir. A fêmea pode deixar o ninho por curtos períodos durante o dia durante a incubação.

### Alimentando
Os sunbirds são um grupo de aves passeriformes muito pequenas do Velho Mundo que se alimentam principalmente de néctar, embora também comam insetos, especialmente quando se alimentam de filhotes. Seu voo é rápido e direto em suas asas curtas. A maioria das espécies pode pegar néctar pairando, mas geralmente pousam para se alimentar na maior parte do tempo.

## Galeria

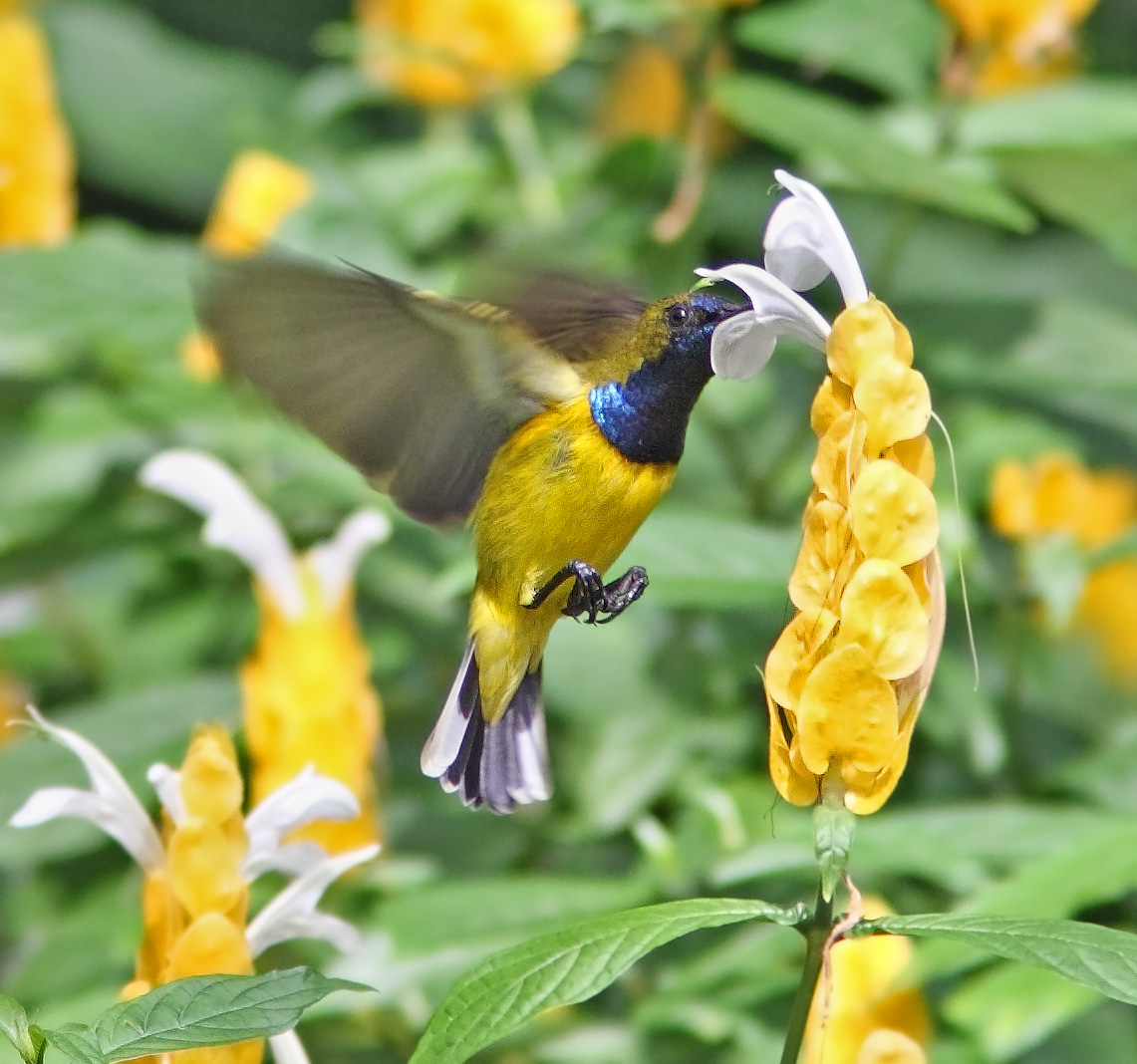
Macho se alimentando
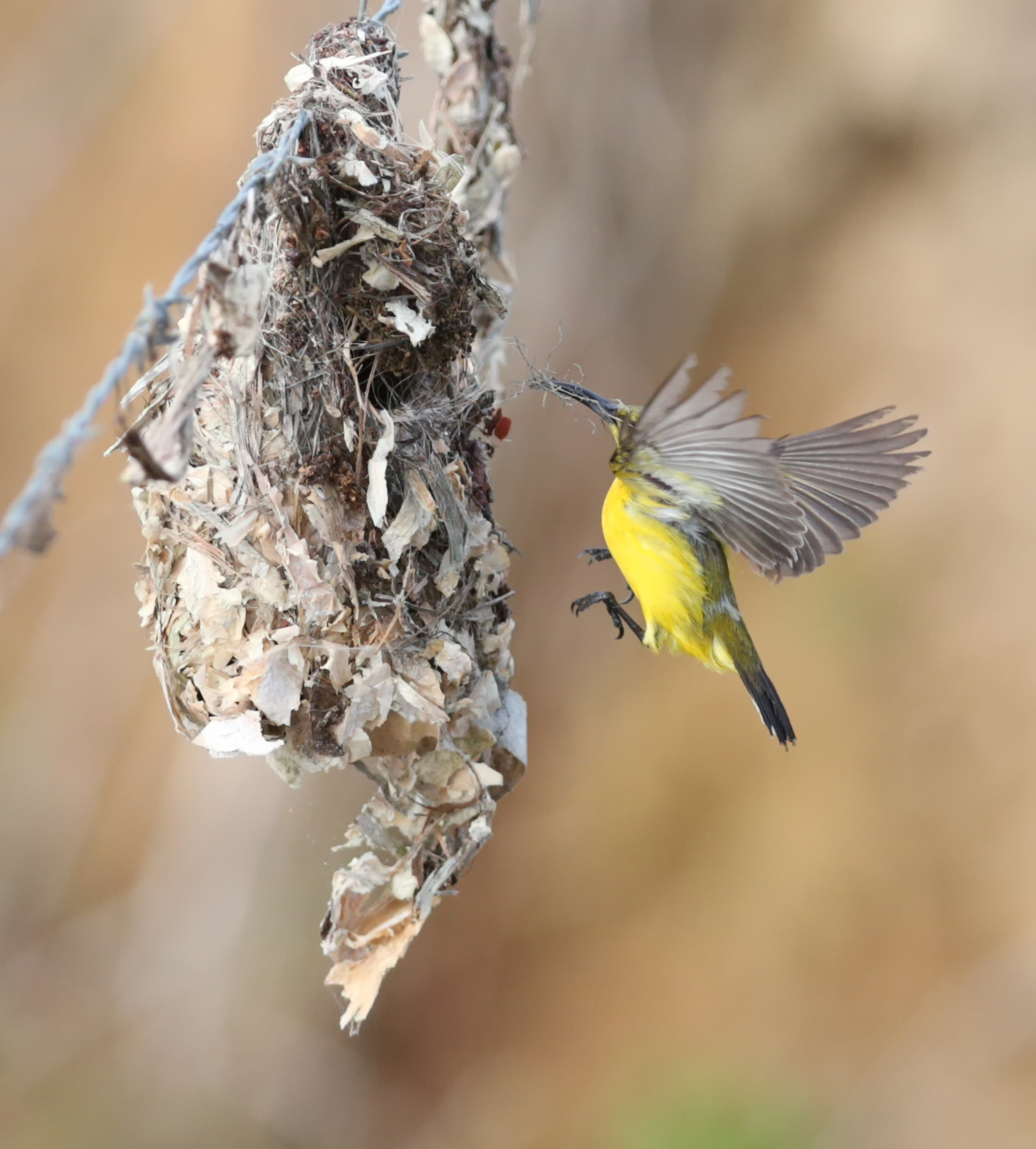
Fêmea no ninho
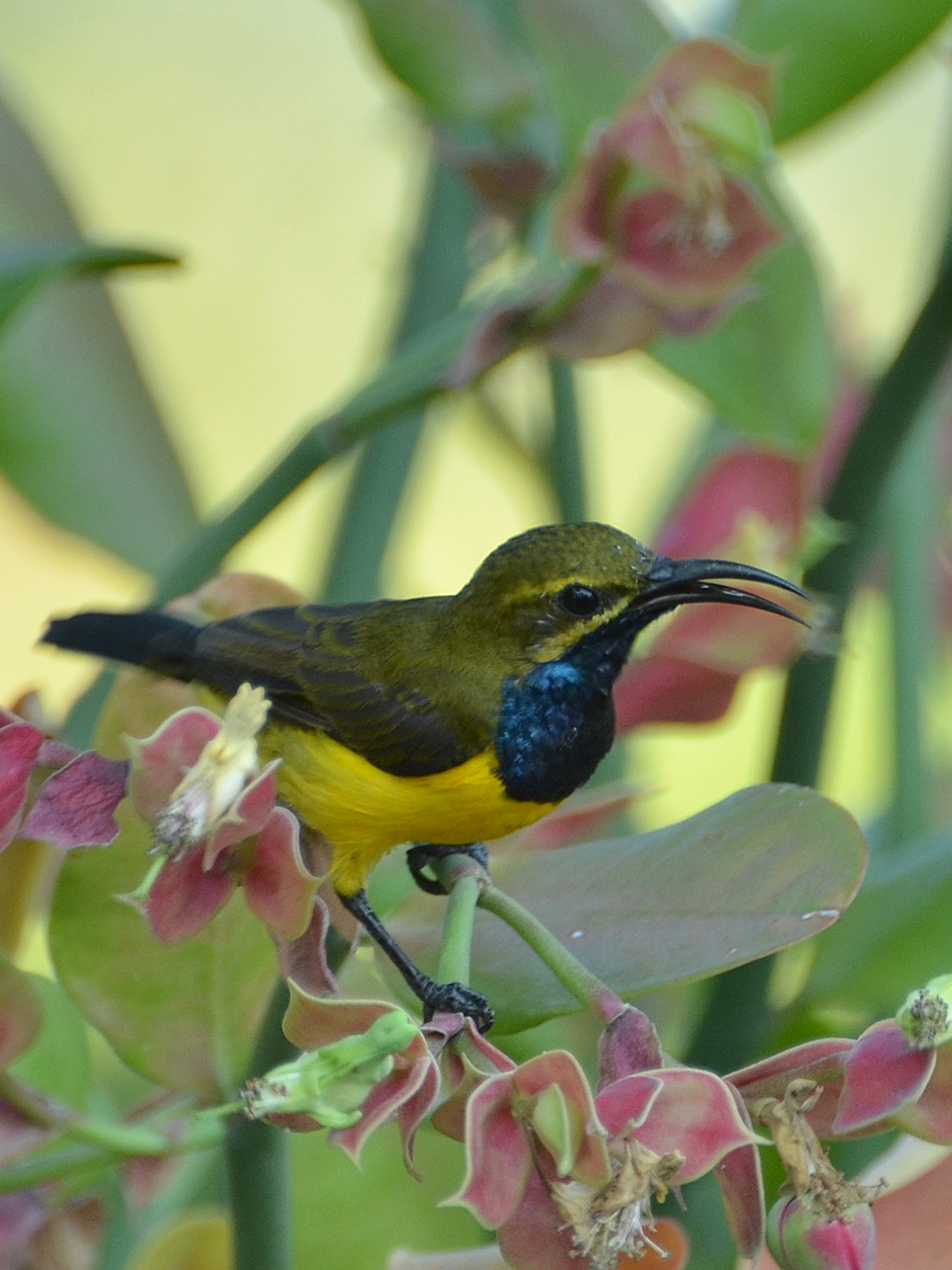
Macho de C. j. plateni Manado
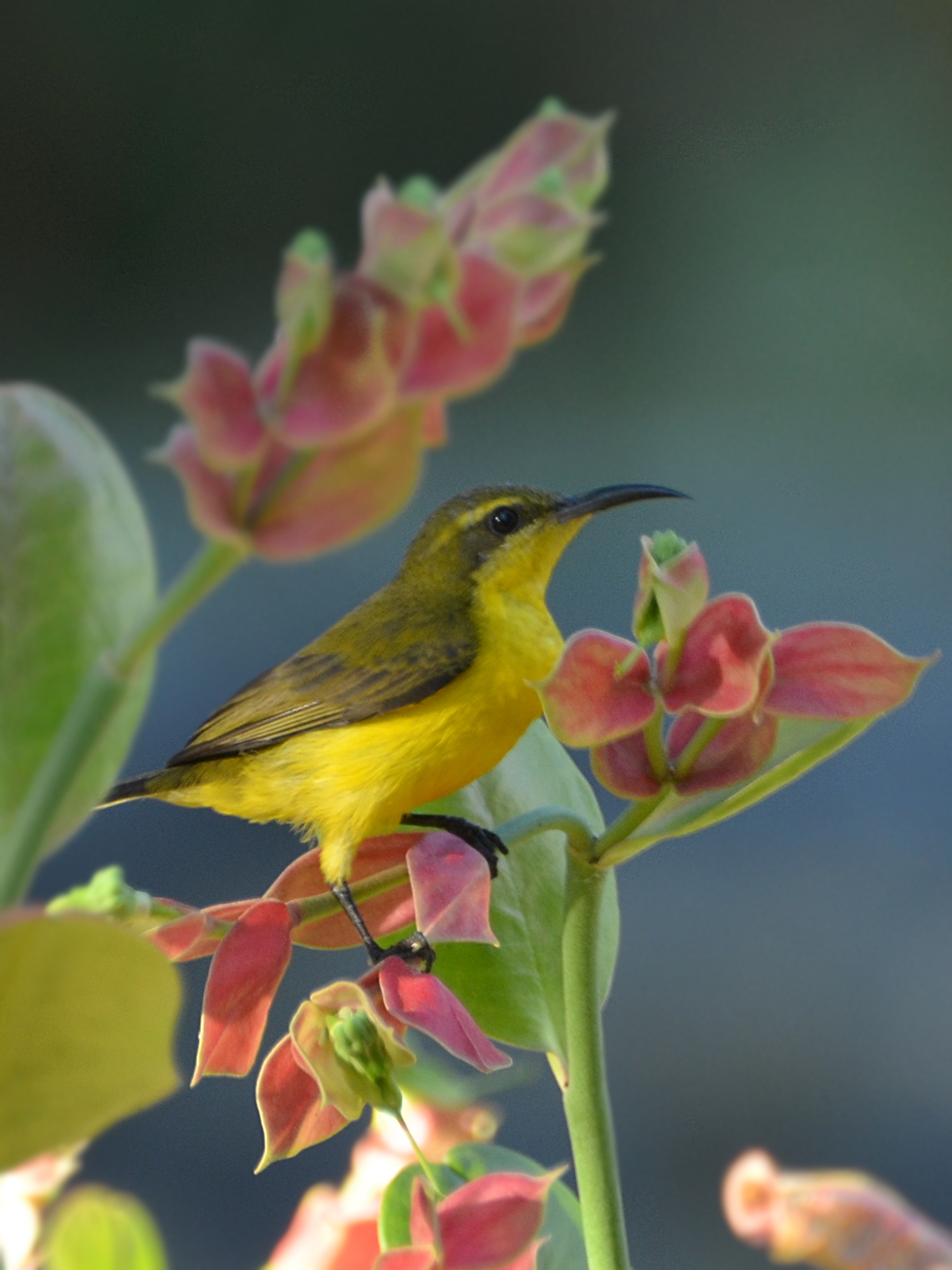
Fêmea de C. j. plateni Manado
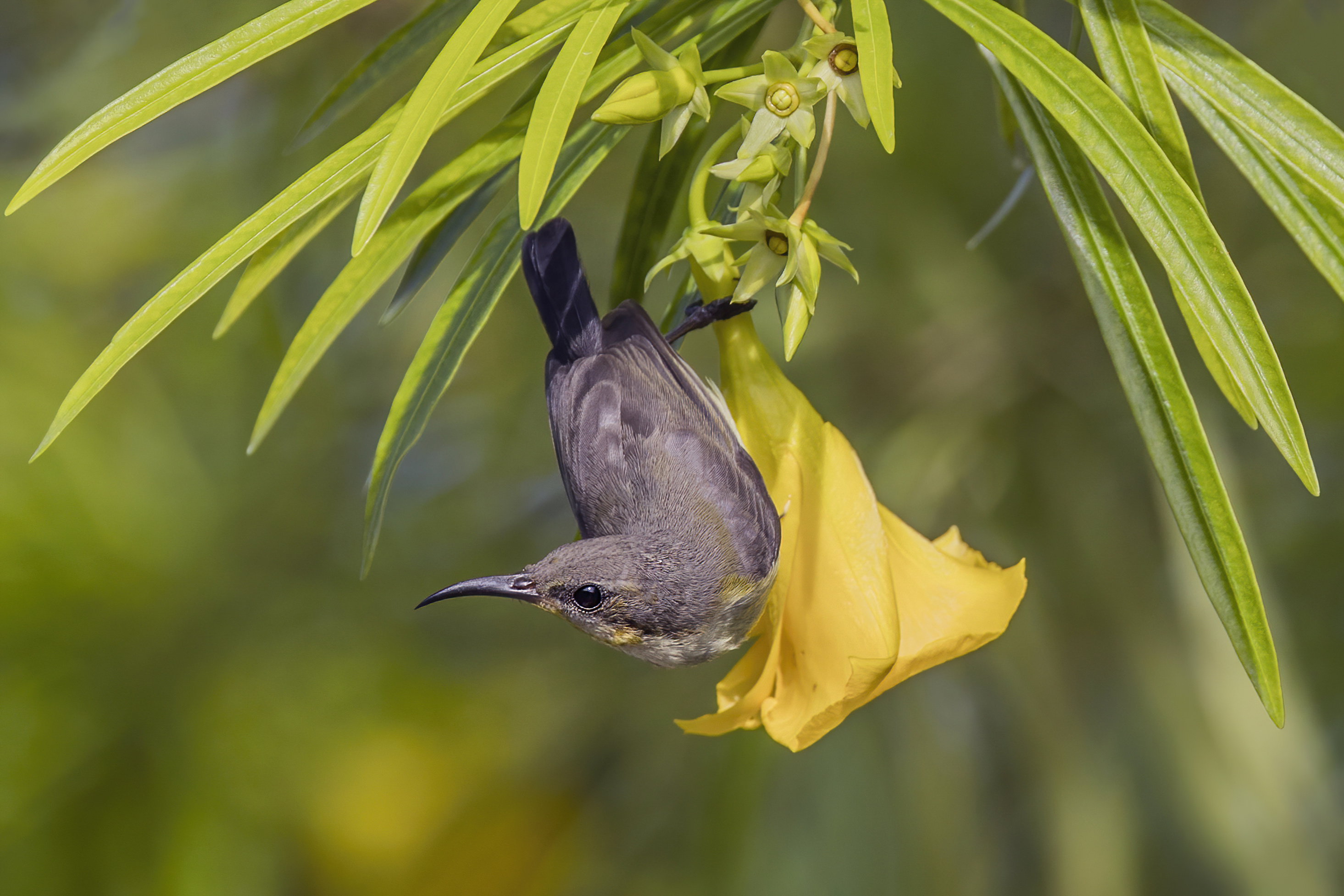
Fêmea C.j. flammaxillaris Tailândia
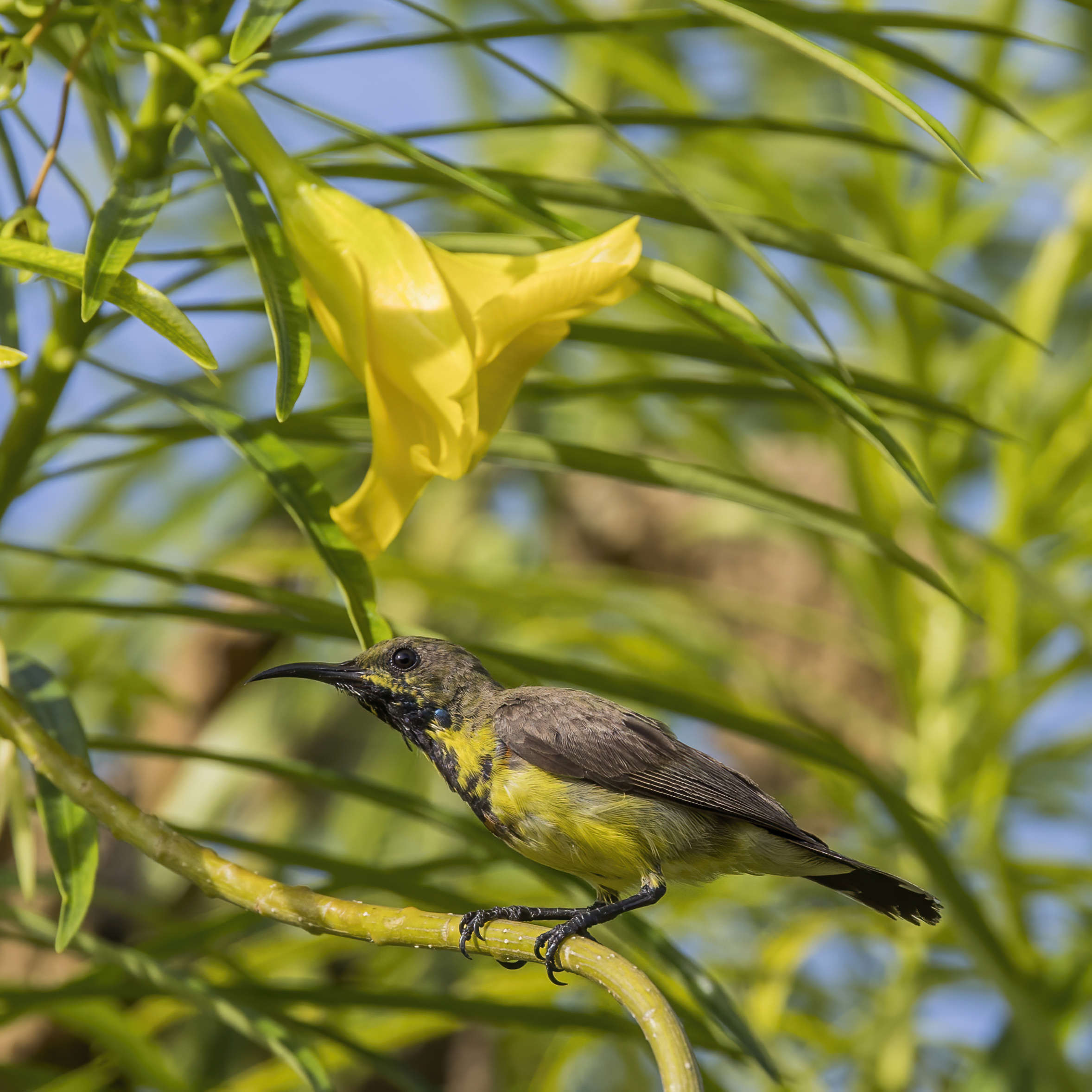
Masculino C. j. flammaxillaris plumagem do eclipse, Tailândia